# Maksilofacijalna hirurgija
Maksilofacijalna hirurgija je hirurška grana koja se bavi oboljenjima glave i vrata. U njen domen spadaju povrede kostiju i mekih tkiva, infekcije, tumori (benigni i maligni), preprotetska hirurgija, urođeni i stečeni deformiteti lica i vilica, rascepi usne i nepca, oboljenja temporomandibularnog zgloba, oboljenja pljuvačnih žlezda kao i estetska hirurgija lica.